# 縣犬養三千代

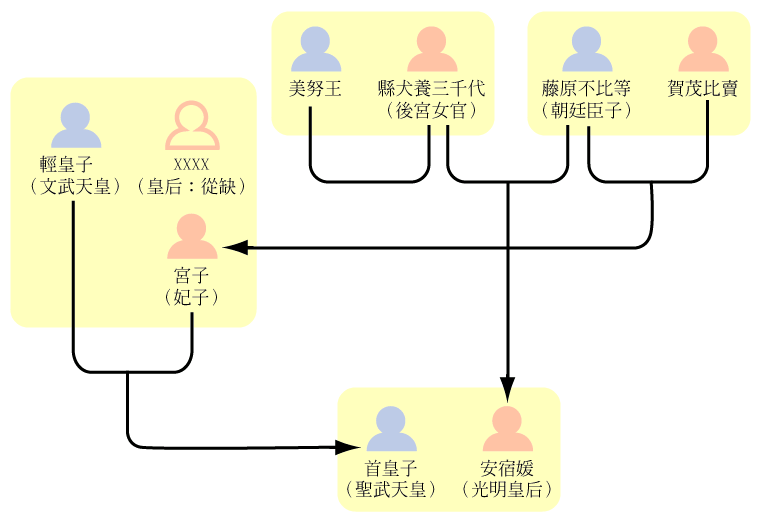
藤原不比等與縣犬養三千代家族近親通婚關係圖。

縣犬養三千代（約670年－733年2月4日／天平5年1月11日）是日本奈良時代前期的一位女性人物，在一般書籍中多稱為橘三千代，但其實她最初的原姓是縣犬養，父親為縣犬養東人，之後才被賜氏姓為橘宿禰，改稱橘宿禰三千代，簡稱橘三千代，另也經常稱寫成縣犬養橘宿禰三千代、縣犬養橘三千代。
縣犬養三千代出生日期已不可考，推估約公元670年，她原是天武天皇後宮的女官，後嫁給敏達天皇的第四世孫子：美努王，並為其生下葛城王（長子）、佐為王（次子）、牟漏女王（三女）。

## 持統天皇期
在縣犬養三千代的長子出生前的一年，天武天皇的孫子輕皇子出生，縣犬養三千代成為輕皇子的奶媽（乳母），期間因用心照料而深獲輕皇子的母親及祖母（持統天皇，女性天皇）信任。此後縣犬養三千代自己也接連生下次子和三女，如此一人同時照料四個孩童。697年輕皇子長大登基為文武天皇，使縣犬養三千代在後宮的地位跟著提升。
接著，由於縣犬養三千代的丈夫美努王前往九州擔任太宰師，讓縣犬養三千代獨守空閨，得以與長期把持天皇的寵臣藤原不比等通姦。藤原的正室當時已經過世，因此二人有了親密發展，並進而共同謀策政治行動。

## 文武天皇期
首先是推薦藤原不比等的女兒：藤原宮子成為文武天皇的夫人，此計通過縣犬養三千代在後宮、君側的影響力而成功，讓已是寵臣的藤原不比等的政治地位再次提升。而推薦女兒成妃僅是计划的初步，最終期望是女兒能晉升成天皇的正室（皇后），然而此計畫始終未能成功。因此二人將目標轉變成讓天皇與宮子所生的兒子成為天皇。
往後天皇與宮子生下一名男嬰：首皇子，而在相近時間藤原不比等與縣犬養三千代也生下一名女嬰：安宿媛，十數年後首皇子長大成人後即位成聖武天皇，並娶了自己的姨母安宿媛為皇后，稱為光明皇后。

## 元明天皇期
此後元明天皇（女性）即位，為表彰縣犬養三千代在天武天皇時代以來的多年貢獻，於708年（和銅元年）時賜予她“橘宿禰”姓氏，到了721年（養老5年）升任“正三位”之職，同年因天皇病危而出家為尼，之後於733年2月4日（天平5年1月11日）過世，辭世後的同年12月28日被追封“從一位”職等，到了760年（天平寶字4年）8月17日再追封“正一位”和“大夫人”等稱號，此等是女性臣民身份中的最高榮譽。

## 身後發展
縣犬養三千代最初與原夫所生的二男一女，其中女兒成為朝廷大臣的正室，兩個兒子中的葛城王先是擔任「大納言」，之後擔任「右大臣」，再晉升成「左大臣」，另一位佐為王也擔任朝廷要職。另外藤原不比等在尚未與橘三千代往來前即有四個兒子，也都因縣犬養三千代的關係及影響力而能擔任朝廷高官。雖然縣犬養三千代生前深獲持統、文武、元明等三朝天皇之寵，然而最重要的是就此她與藤原不比等的臣民血緣、血統流入了皇室、皇宗。
日本古代的詩歌集─《萬葉集》中有一首詩歌提及縣犬養三千代。

## 關連項目
- 橘诸兄──縣犬養三千代與美努王合生的長子。
- 光明皇后──縣犬養三千代與藤原不比等合生的女兒。
- 传法堂──現為日本國寶級古蹟，相傳曾是縣犬養三千代的住所。

## 外部連結
- 「～世界帝王事典～」網站：藤原氏（北家） （日語）